# Mladen Rudonja
Mladen Rudonja (Koper, 26 juli 1971) is een voormalig Sloveens betaald voetballer die speelde als aanvaller. Hij beëindigde zijn carrière in 2009 bij de Sloveense club Olimpija Ljubljana.

## Interlandcarrière
Onder leiding van Zdenko Verdenik maakte Rudonja zijn debuut voor het Sloveens voetbalelftal op 8 februari 1994 in het oefenduel tegen Georgië, net als Marinko Galič en Peter Binkovski (beiden NK Branik Maribor). Hij viel in dat duel na 45 minuten in voor Matjaž Florjančič. Rudonja speelde in totaal 65 interlands voor de voormalige Joegoslavische deelrepubliek, en scoorde één keer voor zijn vaderland. Met Slovenië nam hij deel aan het EK voetbal 2000 en het WK voetbal 2002.